# Кубок Палестини з футболу
Кубок Палестини з футболу — футбольний клубний турнір в Палестині, який проводиться під егідою Палестинської футбольної асоціації.

## Формат
У Палестині на окремих територіях проводяться два окремих турніри — Кубок Сектора Гази (у Секторі Гази) та Кубок Західного берегу (на Західному березі річки Йордан). Переможці цих двох турнірів беруть участь у Кубку Палестини. Між цими двома клубами проводиться два матчі, кожен із суперників грає вдома та на виїзді.

## Історія
У 2019 році розіграш Кубку було скасовано через відсутність ізраїльських дозволів на прибуття гравців із Сектора Газа.

## Фінали
| Сезон   | Переможець               | Фіналіст                 | Рахунок                  |
| ------- | ------------------------ | ------------------------ | ------------------------ |
| 2014-15 | Аль-Ахлі Аль-Халеел      | Аль-Іттіхад Шеджая       | 0:0; 2:1                 |
| 2015-16 | Аль-Ахлі Аль-Халеел      | Шабаб Хаб Юнес           | 1:0; 1:1                 |
| 2016-17 | Шабаб Рафах              | Аль-Ахлі Аль-Халеел      | 2:0; 0:0                 |
| 2017-18 | Гіляль Аль-Кудс          | Шабаб Хаб Юнес           | 2:3; 5:1                 |
| 2018-19 | турнір не був закінчений | турнір не був закінчений | турнір не був закінчений |
| 2020-21 | турнір не проводився     | турнір не проводився     | турнір не проводився     |

## Титули за клубами
| Команда             | Перемоги | Роки перемог     |
| ------------------- | -------- | ---------------- |
| Аль-Ахлі Аль-Халеел | 2        | 2014-15, 2015-16 |
| Шабаб Рафах         | 1        | 2016-17          |
| Гіляль Аль-Кудс     | 1        | 2017-18          |